# Szukając misia
Szukając misia (fr. Le Doudou) – francuski film komediowy z 2018 roku, nakręcony według pomysłu duetu scenarzystów Juliena Hervé oraz Philippe'a Mechelena i wyprodukowany przez TF1 Group oraz Eskwad.

## Fabuła
Michel Barré (Kad Merad), ojciec rodziny, gubi przytulankę córki na paryskim lotnisku w Roissy. Rozwiesza ogłoszenie wraz z obietnicą nagrody dla znalazcy. Sofiane, młody bagażowy z lotniska, widzi w tym okazję do zarobienia łatwych pieniędzy i twierdzi, że znalazł misia. Po ujawnieniu kłamstwa, Sofiane oferuje swoją pomoc, w zamian za zapłatę, w znalezieniu prawdziwego misia. Następnie obaj wyruszają na poszukiwania, ale okaże się to bardziej skomplikowane niż oczekiwano i doprowadzi ich do nieprawdopodobnych zdarzeń i miejsc. 

## Główne role
- Kad Merad jako Michel Barré, urzędnik w merostwie miasta Poissy
- Malik Bentalha jako Sofiane, bagażowy na lotnisku Roissy
- Lou Chauvain jako Léa
- Julia Vignali jako Clara, żona Michela Barré
- Romain Lancry jako Alex Costa, pracownik monitoringu lotniska
- David Salles jako Thierry, treser psa z lotniska
- Isabelle Sadoyan jako  Marie-Lucie Gramont
- Guy Marchand jako Piękny Francis
- Élie Semoun jako Gouthard
- Mahdi Alaoui jako Fekir, ochroniarz z lotniska

## Produkcja
Film został nakręcony m.in. w Paryżu, na lotnisku Roissy (zwłaszcza Terminal 3) oraz w zamku Courson w miejscowości Courson-Monteloup w departamencie Essonne.